# 協会貨物約款
協会貨物約款（きょうかいかもつやっかん）とは、貨物保険においてロンドン保険業者協会が定めた代表的な保険条件のこと。Institute Cargo Clausesの訳語。
1963年に設定された旧協会貨物約款と、1982年に設定された新協会貨物約款が一般的に用いられてきたが、2009年に最新の協会貨物約款が制定された。どの約款を使用するかは保険を引き受ける保険会社の規定によるが、特定の約款を使用したい場合、どの約款を使用するかを保険証券に明示的に記載することで対応可能。

## 旧貨物約款
オールリスクAll Risks, A/R
オールリスクは、事故に対して最も広い範囲をカバーする内容の保険で、一般貨物がほとんどこの条件で引き受けられている。但し、“オールリスク”と言っても全ての事故をカバーする訳ではない（戦争危険・ストライキ危険等は補償されない）。また、被保険者の故意による事故、貨物固有の瑕疵・性質による損害、梱包の不完全による損害、通常の目減りによる損害、遅延による損害は補償の対象外となる。
分損担保With Average, WA
分損担保は、全損、沈没・座礁・大火災・衝突以外の事故による分損、貨物墜落による一個ごとの全損、共同海損による損害等が補償される。
分損不担保Free from Particular Average, FPA
分損不担保は、全損、貨物墜落による一個ごとの全損、共同海損による損害等が補償されるが、沈没・座礁・大火災・衝突以外の事故による分損を担保しないため、こう呼ばれる。

## 新貨物約款
I.C.C. (A)Institute Cargo Clauses (A)の略
旧貨物保険におけるオールリスクにほぼ相当する。
I.C.C. (B)Institute Cargo Clauses (B)の略
旧貨物保険における分損担保にほぼ相当する。
I.C.C. (C)Institute Cargo Clauses (C)の略
旧貨物保険における分損不担保にほぼ相当する。